# Projecte Yocto
El projecte Yocto és un projecte col·laboratiu de codi obert de la Fundació Linux que té com a objectiu produir eines i processos que permetin la creació de distribucions de Linux per a programari incrustat i IoT que siguin independents de l'arquitectura subjacent del maquinari incrustat. El projecte va ser anunciat per la Fundació Linux el 2010 i llançat el març de 2011, en col·laboració amb 22 organitzacions, inclosa OpenEmbedded.
El projecte Yocto s'enfoca a millorar el procés de desenvolupament de programari per a distribucions de Linux incrustades. El projecte Yocto proporciona eines interoperables, metadades i processos que permeten el desenvolupament ràpid i repetible de sistemes encastats basats en Linux en els quals es pot personalitzar tots els aspectes del procés de desenvolupament.
L'octubre de 2018, Arm Holdings es va associar amb Intel per compartir codi per a sistemes integrats mitjançant el projecte Yocto.
Per tant, Yocto no és un sistema operatiu com pugui ser Debian.
El projecte Yocto té l'objectiu i l'objectiu d'intentar millorar la vida dels desenvolupadors de sistemes Linux personalitzats compatibles amb les arquitectures ARM, MIPS, PowerPC i x86 / x86-64. Una part clau d'això és el sistema de compilació OpenEmbedded, que permet als desenvolupadors crear la seva pròpia distribució Linux específica per al seu entorn. El projecte Yocto i el projecte OpenEmbedded comparteixen el manteniment de les parts principals del sistema de compilació OpenEmbedded: el motor de compilació, BitBake, i les metadades bàsiques, OpenEmbedded-Core. El projecte Yocto proporciona una implementació de referència anomenada Poky, que conté el sistema de compilació OpenEmbedded més un gran conjunt de receptes, disposades en un sistema jeràrquic de capes, que es poden utilitzar com a plantilla totalment funcional per a un sistema operatiu incrustat personalitzat.